# ويليام ماكنزي فرازير
ويليام ماكنزي فرازير (بالإنجليزية: William Mackenzie Fraser)‏ هو مهندس ومهندس مدني وسياسي نيوزلندي، ولد في 6 أبريل 1878، وتوفي في 13 سبتمبر 1960.